# Leucochloridium
Leucochloridium es el género de trematodos parásitos de caracoles y aves. Atraen a las aves hacia los caracoles (que tienen por huéspedes intermedios), logrando así infestarlos. Los túrdidos, especializados en capturar caracoles, son atraídos por los destellos en los tentáculos producidos por los parásitos.

## Especies
Las especies en el género Leucochloridium incluyen:
- Leucochloridium caryocatactis (Zeder, 1800)
- Leucochloridium fuscostriatum (Robinson, 1948)
- Leucochloridium holostomum (Rudolphi, 1819)
- Leucochloridium melospizae
- Leucochloridium paradoxum (Carus, 1835)
- Leucochloridium perturbatum (Pojmanska, 1969)
- Leucochloridium phragmitophila (Bykhovskaja-Pavlovskja & Dubinina, 1951)
- Leucochloridium variae (McIntosh, 1932)
- Leucochloridium vogtianum (Baudon, 1881)

Sinónimos:
- Leucochloridium macrostomum es un sinónimo de la especie Urogonimus macrostomus (Rudolphi, 1802)

## Multimedia
- Datos: Q3374728
- Multimedia: Leucochloridium / Q3374728
- Especies: Leucochloridium